# Arthur Chichester, I marchese di Donegall
Arthur Chichester, I marchese di Donegall (13 giugno 1739 – Londra, 5 gennaio 1799), è stato un politico irlandese.

## Biografia
Era il figlio di John Chichester, a sua volta figlio di Arthur Chichester, III conte di Donegall, e di sua moglie, lady Elizabeth Newdigate. Studiò al Trinity College di Oxford prima di succedere a suo zio, nel 1757, come quinto conte di Donegall.

## Carriera politica
Dopo aver preso il suo posto alla Camera dei lord irlandese nel 1765, egli prese posto a Westminster come membro del parlamento per Malmesbury (1768-1774). Come mezzo per assicurarsi il suo sostegno al governo, venne creato nel 1790 barone Fisherwick, (da Fisherwick nella contea di Stafford), e, l'anno successivo marchese di Donegall e conte di Belfast.

## Matrimonio
Sposò, l'11 novembre 1761, lady Anne Hamilton, figlia di James Hamilton, V duca di Hamilton. Ebbero tre figli:
- George Chichester, II marchese di Donegall (13 agosto 1769-5 ottobre 1844)
- lord Arthur Chichester (1771-1788)
- lord Stanley Spencer Chichester (20 aprile 1775-22 febbraio 1819)

Sposò in seconde nozze, il 24 ottobre 1788, Charlotte Spencer, figlia di Conway Spencer e, in terze nozze, il 12 ottobre 1790, Barbara Godfrey, figlia del reverendo Luke Godfrey.

## Morte
Morì il 5 gennaio 1799 nella sua casa di Londra.